# Oxira pseudacharista
Oxira pseudacharista là một loài bướm đêm trong họ Noctuidae.